# 任永
任永（1976年1月—），男，汉族，安徽霍邱人，中共党员，现任合肥大学校长。

## 生平
1998年7月毕业于安徽师范大学数学系，毕业后留校任教。历任安徽师范大学助教、讲师，2006年破格晋升为副教授，2009年破格晋升为教授。2003年6月，于安徽师范大学数学系获理学硕士学位。2006年6月，于华东理工大学数学系获理学博士学位。2008年5月至2010年5月，在澳大利亚塔斯马尼亚大学作博士后研究。2012年2月，任安徽师范大学数学计算机科学学院副院长。2016年2月，任安徽师范大学数学计算机科学学院院长。2018年2月，任安徽师范大学数学与统计学院院长。2021年6月，任安徽师范大学党委常委、副校长。2024年10月，任合肥大学党委副书记、校长。

## 学术贡献
主要从事随机微分方程、随机控制等研究工作，主持安徽省杰出青年基金项目、国家自然科学基金数学天元青年基金项目、国家自然科学基金青年基金项目、国家自然科学基金面上项目等课题多项，发表论文60余篇。曾获霍英东教育基金会第十二届高等院校青年教师奖、安徽省省级教学成果三等奖、安徽省科学技术奖三等奖等奖励。